# Chondrocladia levii
Chondrocladia levii är en svampdjursart som beskrevs av Cristobo, Urgorri och Rios 2005. Chondrocladia levii ingår i släktet Chondrocladia och familjen Cladorhizidae. Inga underarter finns listade i Catalogue of Life.